# 辯天島車站
辯天島車站（日语：／ Bentenjima eki */?）是一由東海旅客鐵道（JR東海）所經營的鐵路車站，位於日本靜岡縣濱松市中央區舞阪町。辯天島車站是JR東海所屬的東海道本線沿線車站，是個JR東海委託由子公司東海交通事業代為經營的業務委託車站，設有綠窗口（みどりの窓口）。
辯天島車站的站名，是起因於車站就位於濱名湖中的島嶼──辯天島正中央。1906年7月11日時，為了服務前來海水浴場遊玩的旅客，第一代的辯天島車站在目前的位置啟用，並在夏季結束時廢站。但隔年（1907年）又改以臨時停車場（臨時車站）的定位再度啟用，成為固定在每年夏季才營業的臨時車站。1916年時正式升格為一般車站，而配合車站的升格第二代的站體也一同啟用，並改為終年營業的形式。

## 車站結構
島式月台1面2線的高架車站。

### 月台配置
| 月台 | 路線       | 方向 | 目的地           |
| ---- | ---------- | ---- | ---------------- |
| 1    | 東海道本線 | 上行 | 豐橋、名古屋方向 |
| 2    | 東海道本線 | 下行 | 濱松、靜岡方向   |

## 使用情況
根據「靜岡縣統計年鑑」，近年1日平均上車人次如下表。
| 年度   | 1日平均 上車人次 |
| ------ | ---------------- |
| 1993年 | 1,444            |
| 1994年 | 1,604            |
| 1995年 | 1,455            |
| 1996年 | 1,394            |
| 1997年 | 1,310            |
| 1998年 | 1,402            |
| 1999年 | 1,122            |
| 2000年 | 1,121            |
| 2001年 | 1,056            |
| 2002年 | 1,051            |
| 2003年 | 1,278            |
| 2004年 | 1,432            |
| 2005年 | 1,174            |
| 2006年 | 1,165            |
| 2007年 | 1,144            |
| 2008年 | 1,102            |
| 2009年 | 1,024            |
| 2010年 | 988              |
| 2011年 | 982              |
| 2012年 | 1,025            |
| 2013年 | 1,038            |
| 2014年 | 858              |
| 2015年 | 872              |
| 2016年 | 960              |
| 2017年 | 792              |
| 2018年 | 768              |

## 相鄰車站
東海旅客鐵道（JR東海）
 東海道本線
■特別快速、■新快速、■區間快速、■普通
舞阪（CA36）－辯天島（CA37）－新居町（CA38）

### 來源
1. ↑   (PDF). 静岡県統計年鑑2014(平成26年).   [2016-06-17]. （原始内容存档 (PDF)于2019-07-02）.
2. 1 2  駅構内の案内表記。これらはJR東海公式サイトの各駅の時刻表 （页面存档备份，存于）で参照可能（駅掲示用時刻表のPDFが使われているため。2015年1月現在）。

## 外部連結
- 辯天島 - 東海旅客鐵道